# Música da Polónia
A Polónia tem uma cena musical viva e diversificada e até mesmo os seus próprios gêneros, como a poesia cantada e o disco polo. Inclui desde compositores famosos como Chopin ou Penderecki, até música folclórica tradicional ou regionalizada. Hoje, a Polónia é um dos muito poucos países europeus onde o rock e o hip hop predominam sobre o pop, enquanto que todos os géneros de música alternativa encorajam desenvolvimentos futuros da música polaca.

## História

### Origens e Renascença: do século X ao século XVI
Quando a Polónia começou a existir como nação no século X, ela se convertia ao cristianismo e adotava, consequentemente, o cantochão. Os primeiros registros musicais poloneses datam dos dois séculos seguintes e apresentam notações em neumas, evidenciando uma influência do oeste europeu. Foi nessa época, por exemplo, que o notório hino Bogurodzica foi composto.
Apesar desse processo de cristianização, a música polonesa manteve elementos considerados folclóricos na liturgia e no canto gregoriano, As apresentações normalmente eram em latim, mas grupos mais humildes ou urbanos se apresentavam em polonês mesmo. A mistura de elementos folclóricos e litúrgicos chegou a tal ponto que apresentações com menestréis chegaram a ser oficialmente proibidas.
O período da Renascença foi marcado pela emancipação da música secular da litúrgica, e no século XV a corte real polonesa era o centro nacional da produção musical.
Ao mesmo tempo, produções locais afloravam. É somente a partir do século XVI que se encontram registros de guildas, mas as autoridades municipais polonesas já empregavam trompetistas, cuja função era anunciar proclamações; chegada de reis ou arcebispos; e aproximações de invasores.
A Renascença fez a música do país florescer, seja a secular e a religiosa. Os compositores locais, embora seguissem mais ou menos a mesma linha dos italianos, alemães e franceses, desenvolveram um notável estilo nacional.
Foi durante esse período que o rei Sigismundo I da Polónia fundou uma faculdade de música, que atraiu músicos estrangeiros de prestígio, além da população local. A instituição serviu como centro de difusão nacional das influências holandesas e italianas.
Ao longo do século XVI, o cantus firmus e o chanson foram formas musicais bastante populares, e no final da Renascença o país registrava o uso de um canto antifonal de origem veneziana e também a primeira ópera do país, produzida em 1621.

### Barroco: do século XVII
O século XVII marcou um declínio na vida cultural da Polónia, reflexo de um período conturbado politicamente. Contudo, a música manteve sua força, contando com a influência dos jesuítas, que incentivavam o ensino da arte em suas escolas.
Com efeito, o período barroco trouxe muito desenvolvimento à música polonesa: além da popularização da ópera, os músicos do país também começaram a se organizar em cada vez mais conjuntos, novas formas musicais passaram a ser adotadas, a produção de instrumentos aumentou e músicos nacionais começaram a tomar o espaço dos estrangeiros. A arte da dança também se desenvolveu nesse período.

### Romantismo: século XVIII e XIX
O Romantismo, que anda de mãos dadas com o nacionalismo, foi fundamental para manter um senso de unidade na Polónia a partir do século XVIII, uma vez que o país encontrava-se dividido em três territórios controlados pela Prússia, pelo Império Austríaco e pelo Império Russo.
No início do século XIX, a Polónia dava à luz aquele que é o maior músico da história do país: o pianista Frédéric Chopin, que passou a segunda metade de sua vida em Paris, na França. Embora não fosse diretamente ligado aos movimentos poloneses que lutavam pela independência, incorporou muitos elementos de seu país natal à sua música.
Além de Chopin, outros compositores poloneses se tornaram notórios na primeira metade do século XIX, entre eles Karol Szymanowski, Josef Nowakowski, Tomasz Nidecki, Ignacy Feliks Dobrzyński, Oskar Kolberg, Stanisław Moniuszko, os irmãos Antoine e Apolinaire Katski, Adam Milheimer, Ludwik Grossman, Franciszek Mirecki, Henryk Wieniawski, Julius Zarebski, Eugeniuz Pankiewicz, Antoni Stolpi, Antoni Rutkowski e Henryk Jarecki.
Na segunda metade do século XIX, as nações que dominavam a Polónia fortaleceram suas influências culturais em suas respectivas parcelas territoriais, e todas elas tinham intensa atividade musical. Os vários centros de estudos musicais formaram profissionais de renome como Aleksander Wierzbillowkz, Natalia Janotha, Aleksander Michałowski, Marcelina Sembrich-Kochańska, entre outros e outras.
O Romantismo persistiu na Polónia mesmo após o século XIX e a cena musical local se tornou mais resistente a influências da Europa Ocidental. Dentre os compositores pós-Chopin mais importantes, estão Whadyskaw Zeleríski, Zygmunt Noskowski e Ignacy Jan Paderewski.

### Neoclassicismo e a Polónia pós-guerra
Os compositores pré-Primeira Guerra Mundial podem ser considerados representantes do romantismo e do neorromantismo com toques nacionais. No entanto, a Polónia ainda era essencialmente conservadora em comparação aos demais países europeus.
Em resposta a isso, um braço musical do movimento da Polónia Jovem foi estabelecido pelos compositores Mieczysław Karłowicz, Grzegorz Fitelberg, Ludomir Różycki, Apolinary Szeluto e o mais notório deles, Karol Szymanowski. Eles compuseram trabalhos sinfônicos com notáveis doses de inovação.
Alguns nomes dessa época foram estudar (em alguns, sem retornar à Polónia) em outros centros musicais da Europa como Paris, Berlim e Viena, entre eles Aleksander Tansman, Karol Rathaus, Stanislaw Wiechowicz, Piotr Perkowski, Michal Kondracki, Boleslaw Szabelski, Kazimierz Sikorski. Outros nomes notórios do período entreguerras incluem Jozef Koffler, Jan Adam Maklakiewicz, Artur Malawski e Roman Palester.
Findada a Segunda Guerra Mundial, a Polónia estava em ruínas e a vida cultural do país estacionou. Conforme retomasse, esperava-se que sua proximidade geográfica com a União Soviética acarretasse numa influência de ideias do realismo socialista, mas a Polónia continuou num caminho de experimentação. São representantes notórios deste período os compositores Witold Lutosławski, Andrzej Panufnik, Tadeusz Baird e Kazimierz Serocki. Da geração mais recente, destaca-se Krzysztof Penderecki.